# キャラクター (2021年の映画)
『キャラクター』は、2021年6月11日に公開された日本映画。監督は永井聡、主演は菅田将暉で、SEKAI NO OWARIのボーカル・Fukaseの俳優デビュー作でもある。PG12指定。

## 概要
「売れない漫画家が殺人犯の目撃者となり、その殺人犯をモデルに漫画を執筆して売れたら」というアイデアを元に、登場人物（キャラクター）それぞれの人間模様を描く。
原案・脚本は浦沢直樹の『MASTERキートン』や『20世紀少年』の共同原作者でもある長崎尚志で、彼のアイデアを元に、企画の川村元気とプロデュース担当の村瀬健で10年以上前から構想を練った完全オリジナル作品。
長年企画が難航していたが、「『帝一の國』でタッグを組んだ菅田の存在が『喜怒哀楽だけでなく様々な色を出せる俳優』として映画化を推し進めた」と村瀬は語っている。
また、主人公の運命を狂わせる殺人鬼役には「新鮮で想像がつかず、アーティスティックな人物」を探していたところでFukaseにたどり着き、撮影の2年前から村瀬が熱心にオファーしていた。Fukaseは当初は断るかどうか悩んだというが「実生活ではできない事を擬似経験をしてみたい」という思いから、1年間演技のワークショップに通うなどの役作りを経てオファーを受けた。
同年にはノベライズ版、およびコミカライズ版が発売予定。なお、映画版、ノベライズ版、コミカライズ版でそれぞれ異なる展開とエンディングが描かれる。

## 登場人物

### 主要人物
山城圭吾（やましろ けいご）
演 - 菅田将暉
漫画家を夢見る青年。お人好しのため悪人を描くことができず、万年アシスタントとしてくすぶっていた。しかし、ある殺人事件を目撃してしまい、その犯人をモデルに描いたダガーという殺人鬼の登場するサスペンス漫画「34（さんじゅうし）」が大ヒットしたことで運命が大きく狂っていく。
両角（もろずみ）
演 - Fukase（SEKAI NO OWARI）
天才的な殺人犯。山城の描くサスペンス漫画「34」に登場する殺人鬼「ダガー」のモデル。四人家族を標的に殺人を繰り返す。
川瀬夏美（かわせ なつみ）
演 - 高畑充希
山城圭吾の恋人。漫画「34」の連載後は彼と結婚をしている。
真壁孝太（まかべ こうた）
演 - 中村獅童
神奈川県警察本部捜査第一課の警部補。清田の上司で、神奈川連続一家殺人事件捜査本部の班長。所轄時代に少年課で清田の面倒を見ていた。
清田俊介（せいだ しゅんすけ）
演 - 小栗旬
神奈川県警察本部捜査第一課の巡査部長。両角の起こした殺人と山城の描いた漫画「34」の共通点にいち早く気づき、真相を追う。真壁とは同郷で元暴走族あがり。取調べや事情聴取には優れた才能を持つ刑事。

### その他の人物
大村誠（おおむら まこと）
演 - 中尾明慶
漫画雑誌編集者。ヒットメーカー。
辺見敦（へんみ あつし）
演 - 松田洋治
過去に殺人歴のある男。自らを殺人事件の犯人だと供述する。
本庄勇人（ほんじょう はやと）
演 - 宮崎吐夢
人気漫画「オカルトハウザー」の作者。山城圭吾は彼の下でアシスタントとして働いている。
加藤一郎（かとう いちろう）
演 - 岡部たかし
漫画雑誌編集長。
山城健太（やましろ けんた）
演 - 橋爪淳
山城圭吾の父。
山城由紀（やましろ ゆき）
演 - 小島聖
山城健太の再婚相手。
山城綾（やましろ あや）
演 - 見上愛
山城由紀の連れ子。
浅野文康（あさの ふみやす）
演 - テイ龍進
神奈川県警察本部捜査第一課の巡査部長。清田の先輩。
奥村豊（おくむら ゆたか）
演 - 小木茂光
神奈川県警察本部捜査第一課の警視。真壁、清田の上司で課長代理。

## スタッフ
- 原案：長崎尚志
- 監督：永井聡
- 脚本：長崎尚志、川原杏奈、永井聡
- 音楽：小島裕規“Yaffle”
- 製作：石原隆、松岡宏泰
- 企画：川村元気
- プロデュース：村瀬健
- 劇中漫画：江野スミ（山城）、古屋兎丸（本庄）
- 劇中漫画編集：豊田夢太郎
- プロデューサー：唯野友歩
- 撮影：近藤哲也
- 照明：溝口知
- 美術：杉本亮
- 録音：石貝洋
- 編集：二宮卓
- スクリプター：佐山優佳
- キャスティングディレクター：元川益暢
- 装飾：安藤千穂
- スタイリスト：申谷弘美
- 衣装：松川好伸
- ヘアメイク：荒木美穂、江口洋樹（Fukase）
- VFXスーパーバイザー：須藤公平
- 音響効果：勝亦さくら
- 助監督：藤江儀全
- 制作担当：金子堅太郎
- 音楽プロデューサー：北原京子
- ラインプロデューサー：鶴賀谷公彦
- 配給：東宝
- 制作プロダクション：AOI Pro.
- 製作：映画「キャラクター」製作委員会（フジテレビジョン、東宝）

## 主題歌
「Character」
作詞：ACAね（ずっと真夜中でいいのに。）×Rin音 / 作曲：ACAね×Rin音×Yaffle / 歌：ACAね×Rin音 Prod by Yaffle

## ノベライズ版
2021年5月7日に発売。原案・脚本の長崎自ら執筆を担当。
- 長崎尚志『キャラクター』小学館〈小学館文庫〉2021年5月7日発売[8]、ISBN 978-4-09-407013-2

## コミカライズ版
『月刊!スピリッツ』（小学館）にて、2021年5月号から同年7月号まで連載された。作画はいわや晃。
- 長崎尚志（原案・脚本）、川原杏奈（脚本）、永井聡（脚本）、いわや晃（漫画）『キャラクター』小学館〈ビッグコミックス〉、2021年5月28日発売[11]、ISBN 978-4-09-861087-7